# Книшов Анатолій Миколайович
Книшов Анатолій Миколайович (нар. 2 березня 1947) — льотчик-випробувач. Герой Росії (1996).

## Життєпис
Народився 2 березня 1947 року в селищі зернорадгоспу «Індустрія» (нині — Станично-Луганський район Луганської області). Закінчив аероклуб в Луганську.
У вересні 1965 призваний на службу в Радянську Армію. У 1969 році він закінчив Армавірське військове авіаційне училище льотчиків. З листопаді 1973 року у званні старшого лейтенанта він був звільнений у запас.
У 1975 році закінчив Школу льотчиків-випробувачів, після чого був льотчиком-випробувачем ОКБ Ільюшина. У 1979 році він закінчив Московський авіаційний інститут, у 1984 році — аспірантуру льотно-дослідницького інституту.
Брав участь у випробуваннях літаків Іл-76МФ, Іл-86Т, Іл-86, Іл-96-300, Іл-96МО, Іл-76, Іл-76ПС, Іл-80, Іл-82, Іл-86, а також їх модифікацій.
В даний час проживає в місті Жуковському Московської області, працює провідним фахівцем Державної служби Цивільної авіації.

## Нагороди та відзнаки
- Указом Президента Російської Федерації від 10 квітня 1996 за «мужність і героїзм, проявлені при випробуванні нової авіаційної техніки» Анатолій Книшов був удостоєний високого звання Героя Російської Федерації з врученням медалі «Золота Зірка» за номером 266.
- Льотчик-випробувач 1-го класу
- медалі